# Mary Álvarez
Mary Álvarez León es una política venezolana y actualmente diputada de la Asamblea Nacional por el estado Zulia.
Empresaria,TSU en administración de personal, Msc en Ciencias Gerenciales, cursando estudios de Derecho.
Diputada de la Asamblea Nacional 2016 - 2021, 2021 - 2026, precandidata a la Alcaldía de San Francisco estado Zulia, con un importante trayecto por más de 15 años en servicio a las comunidades, luchadora social incansable.
Conocida por su gallardía al enfrentar las injusticias, el mal gobierno y la violación de los derechos ciudadanos.
También conductora del programa En Contacto con Mary dónde recibe denuncias y reclamos de los ciudadanos que ven vulnerados sus derechos, además miembro de la organización Enamórate de San Francisco creada para fortalecer los lazos entre los ciudadanos que hoy por hoy se han roto por temas políticos que nada tienen que ver con la convivencia ciudadana.

## Carrera
Álvarez fue electa como diputada por la Asamblea Nacional por el estado para el periodo 2016-2021 en las elecciones parlamentarias de 2015, en representación de la Mesa de la Unidad Democrática (MUD). Después de haber sido electa por el partido Un Nuevo Tiempo, en 2018 estuvo entre los diputados que se anunciaría que conformarían Cambiemos Movimiento Ciudadano